# 美食倶楽部バカゲー専科
『美食倶楽部バカゲー専科』（びしょくくらぶ バカゲーせんか）は、ゲーム雑誌『ユーズド・ゲームズ』（のちの『GAME SIDE』）の連載記事、およびそれを元とした単行本の名称。
同誌の対象である中古ゲームソフトの中から、バカゲーを取り上げて紹介する内容である。本項では、上記の記事・単行本両者について記述する。

## 『ユーズド・ゲームズ』連載記事
『ユーズド・ゲームズ』の創刊とともに連載開始。創刊号においては「バカゲーを美味しく食べよう!」という触れ込みで、特集記事の1つと位置づけられていた。
取り上げたタイトルごとに「グラフィック」「企画」「ゲーム性」「必要忍耐力」「総合バカゲー度」の5つの項目で並、上、特上の3段階（途中から「下」が加わり4段階）評価がつけられ、最後に「バカゲー道○段」と認定されるという形式だった。
その後の『ナイスゲームズ』では「バカゲー波止場」、『GAME SIDE』では「バカゲー専科DESTINY」と名前を変えて受け継がれ、断続的ながらも『GAME SIDE』休刊時まで続いた。

## 単行本
2010年時点でキルタイムコミュニケーションから1〜3巻が発売されている。表紙イラストはすべて斉藤智晴が担当した。

### コンセプト
「この世にクソなゲームなど一つもない!」を合い言葉に、古今東西のコンピューターゲームを名作・奇作・怪作問わず、全てバカゲー的観点から語る内容である。連載されていたのが中古ゲーム専門の雑誌であったため、基本的に新作は扱わず、ひと世代前（出版当時はセガサターンやプレイステーション）以前のゲームソフトを対象としている。
取り上げられる作品の記事量には大きな差があり、そのゲームがバカであればあるほど記事の文章量も多い。

### 取り上げられた作品

#### 美食倶楽部バカゲー専科
- 小公子セディ
- 美食戦隊薔薇野郎
- マイケル・ジャクソンズ・ムーンウォーカー（メガドライブ版）
- 武田信玄（PCエンジン版）
- Law of the West
- 炎の料理人クッキングファイター好
- 東方見文録
- ファンキーファンタジー
- 忍者COP サイゾウ
- 暴れん坊天狗
- 里見の謎
- 王宮の秘宝 テンション
- センチメンタルグラフティ
- NIGHTRUTH #01闇の扉
- ロッククライミング 未踏峰への挑戦 アルプス編
- 軍人将棋（MSX2版）
- ツインゴッデス
- デスクリムゾン
- 冒険男爵ドン
- シャーロック・ホームズ 伯爵令嬢誘拐事件
- 10101〜“WILL”The Starship〜
- 美神伝説Zoku
- 魂斗羅ザ・ハードコア
- 七つの秘館
- STARDUST SUPLEX
- SPIKE
- 黄龍の耳
- ルナーク
- バトルゴルファー唯
- ファーストサムライ
- ドラゴンクエストシリーズ
- エミちゃんの燃えろ野球拳!
- 香港97

#### 美食倶楽部バカゲー専科2
- レーシングラグーン
- エアーズアドベンチャー
- NOT TREASURE HUNTER
- マイケル・ジャクソンズ・ムーンウォーカー（メガドライブ版）
- ペーパーボーイ
- パワプロクンポケット
- 黄昏のオード ‐ODE TO THE SUNSET ERA‐
- シェンムー 第1章 横須賀
- Code R
- 決めろ!!ヒーロー学園 〜英雄に真実なし〜
- PAQA
- バツ&テリー 魔境の鉄人レース
- 1999〜ほれ、見たことか!世紀末〜
- ゴッドパニック
- DRIVING EMOTION TypeS
- COURIER CRISIS
- 4・Dウォリアーズ
- カーマゲドン
- 魔女っ子大作戦
- マージャンCOP竜
- ブシドーブレード
- ゴルゴ13 第一章神々の黄昏
- ノース&サウス わくわく南北戦争
- バトルマニア大吟醸
- ブレス オブ ファイアII 使命の子
- トージャム&アール
- ヴィジランテ8
- ああ播磨灘（メガドライブ版）
- カトちゃんケンちゃん
- 熱血レジェンド ベースボーラー
- であえ殿様あっぱれ一番
- ファイナルファンタジーVIII
- どこでもいっしょ

#### 美食倶楽部バカゲー専科3
- パリ・ダカール・ラリー・スペシャル
- 東京パチスロアドベンチャー
- デスクリムゾンOX
- シェンムーII
- 就職ゲーム
- GTA3
- いしいひさいちの大政界
- 大仁田厚 FMW
- ブレインバトルQ
- Dの食卓2

※以下は、RPGの各作品を魔法だけで攻略したレポート記事が掲載されている。
- ロマンシング サ・ガ2
- ファイアーエムブレム 聖戦の系譜
- ファイナルファンタジーII
- タクティクスオウガ
- デビルサマナー ソウルハッカーズ

## 書誌情報
- 「美食倶楽部バカゲー専科」 1998年12月28日 ISBN 4-906650-31-7
- 「美食倶楽部バカゲー専科2」 2000年12月25日 ISBN 4-906650-79-1
- 「美食倶楽部バカゲー専科3」 2003年2月10日 ISBN 4-86032-036-0